# Эндрюс, Теа
Те́а Э́ндрюс (англ. Thea Andrews; 1973, Торонто, Онтарио, Канада) — канадская журналистка и телеведущая.

## Биография
Теа Эндрюс родилась в 1973 году в Торонто (провинция Онтарио, Канада) в семье адвоката македонского происхождения Билли Эндрюс и его жены — адвоката канадского происхождения.
В 1992 году Теа, работая репортёром на местном кабельном телеканале, сыграла роль Луиз в фильме «Школьный бал 4: Избавь нас от зла».
С 30 июня 2007 года Теа замужем за писателем Джейем Вулфом (род.1961). У супругов есть сын — Джек Аарон Вулф (род.05.04.2008).

## Избранная фильмография
| Год       |   | Русское название | Оригинальное название | Роль                                     |
| --------- | - | ---------------- | --------------------- | ---------------------------------------- |
| 2011—2012 | с | Настоящая кровь  | True Blood            | Тея Эндрюс, местный репортёр «Bon Temps» |